# Толмачјово
Толмачјово (рус. Толмачёво) насељено је место са административним статусом варошице (рус. посёлок городского типа) на северозападу европског дела Руске Федерације. Налази се у југозападном делу Лењинградске области и административно припада Лушком рејону.
Према проценама националне статистичке службе за 2015. у вароши је живело 2.956 становника.
Статус насеља урбаног типа, односно варошице носи од 1938. године.

## Географија
Варошица Толмачјово налази се у југозападном делу Лењинградске области, односно у централном делу Лушког рејона, и лежи на десној обали реке Луге. Налази се на око 16 километара североисточно од рејонског центра, града Луге, односно на око 140 километара јужније од историјског центра града Санкт Петербурга.
Недалеко од насеља пролази деоница регионалног друмског правца Р23 која Санкт Петербург повезује са Псковом, и даље са белоруском границом.

## Историја
Године 1858. основана је станица на траси железнице која је повезивала Санкт Петербург са Варшавом. Станица је носила име Преображењска, а према подацима из 1862. у насељу је живело свега 17 становника. Станица, и насеље које се око ње развило, добили су име по оближњем Преображењском коњичком пуку војске Руске Империје који је био стациониран у близини.
Први привредни објекат отворен у насељу била је пилана, а крајем XIX века насеље постаје популарно летовалиште. У септембру 1920. дотадашње село Преображењско је у част бољшевичког револуционара Николаја Толмачјова, који је годину дана раније погинуо на том месту у борбама са белогардејцима Николаја Јуденича током Руског грађанског рата, преименовано у Толмачјево.
Према подацима са совјетског пописа становништва из 1926, село Толмачјово је имало 904 становника. Године 1933. Толмачјово постаје административним центром истоимене сеоске општине у границама Лушког рејона, а у саставу општине налазило се укупно 13 села.
Садашњи административни статус урбаног насеља у рангу варошице, Толмачјово носи од 1. новембра 1938. године.

## Демографија
Према подацима са пописа становништва 2010. у вароши су живела 3.232 становника, док је према проценама националне статистичке службе за 2015. варошица имала 2.956 становника.
| 1939. | 1959. | 1970. | 1979. | 1989. | 2002. | 2010. | 2015. |
| ----- | ----- | ----- | ----- | ----- | ----- | ----- | ----- |
| 1.767 | 3.377 | 3.650 | 3.797 | 3.948 | 3.378 | 3.232 | 2.956 |